# 7714 Briccialdi
7714 Briccialdi eller 1996 CC1 är en asteroid i huvudbältet som upptäcktes den 9 februari 1996 av Santa Lucia Stroncone-observatoriet i Stroncone. Den är uppkallad efter den italienska kompositören Giulio Briccialdi.
Asteroiden har en diameter på ungefär 3 kilometer.